# Olivier Marteel

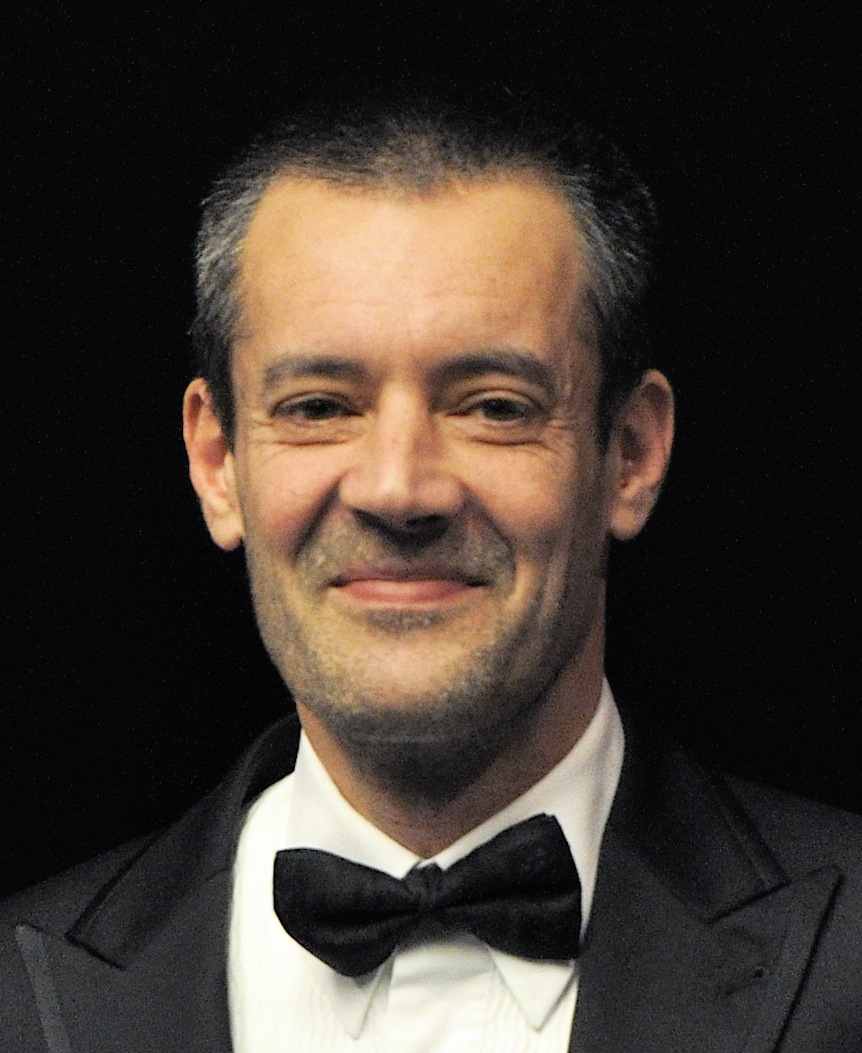
Marteel bei den German Masters 2013

Olivier Marteel (* 10. Mai 1969 in Nieuwpoort, Belgien) ist ein belgischer professioneller Schiedsrichter der Billardvariante Snooker.

## Leben
Olivier Marteel ist gelernter Radiologiepfleger und selber ein aktiver Snookerspieler mit einem höchsten Break von 78 (im Training 133). Er erwarb seine Schiedsrichterlizenz 1994 und leitete 2006 mit der Masters-Qualifikation sein erstes Profispiel. 2015 leitete er als erster belgischer Schiedsrichter das Finale der Snookerweltmeisterschaft 2015, nachdem er zuvor schon mehrere andere Finale von Ranglistenturnieren geleitet hatte. Im Jahr 2022 leitete er zum zweiten Mal das WM-Finale in Sheffield.
Als Hobbys nannte er Fußball, Lesen von Medizinbüchern und Science Fictionfilme. Darauf angesprochen, was er als Schiedsrichter in der Tasche habe, antwortete er: „Vier Ballmarker, eine 2-£-Münze, einen Stift und ein Bild meines verstorbenen Großvaters“.